# Крістіна Вілер
Крістіна Вілер (англ. Christina Wheeler; нар. 15 квітня 1982) — колишня австралійська тенісистка.
Найвищу одиночну позицію світового рейтингу — 147 місце досягла 26 травня 2003, парну — 91 місце — 8 липня 2002 року.
Здобула 3 одиночні та 10 парних титулів туру ITF.
Найвищим досягненням на турнірах Великого шолома було 2 коло в одиночному та парному розрядах.
Завершила кар'єру 2008 року.

## Фінали турнірів WTA

### Парний розряд: 1 (поразка)
| Легенда           |
| ----------------- |
| Tier I (0–0)      |
| Tier II (0–0)     |
| Tier III (0–0)    |
| Tier IV & V (0-1) |

| Результат | Дата          | Турнір                          | Покриття | Партнерка      | Суперниці                  | Рахунок       |
| --------- | ------------- | ------------------------------- | -------- | -------------- | -------------------------- | ------------- |
| Поразка   | 13 січня 2002 | Hobart International, Австралія | Тверде   | Кетрін Берклей | Татьяна Гарбін Ріта Гранде | 2–6, 6–7(7–3) |

## Фінали ITF

### Одиночний розряд: 11 (3–8)
| Легенда          |
| ---------------- |
| турніри $100,000 |
| турніри $75,000  |
| турніри $50,000  |
| турніри $25,000  |
| турніри $10,000  |

| Фінали за покриттям |
| ------------------- |
| Тверде (1–5)        |
| Ґрунт (2–3)         |
| Трава (0–0)         |
| Килим (0–0)         |

| Результат | Ранг | Дата              | Турнір                      | Покриття | Суперниця       | Рахунок            |
| --------- | ---- | ----------------- | --------------------------- | -------- | --------------- | ------------------ |
| Перемога  | 1.   | 08 травня 2000    | ITF Суонсі, Велика Британія | Ґрунт    | Драгана Зарич   | 6–4, 7–6(7–4)      |
| Поразка   | 2.   | 13 листопада 2000 | ITF Порт-Пірі, Австралія    | Тверде   | Еві Домінікович | 4–6, 4–6           |
| Поразка   | 3.   | 26 лютого 2001    | ITF Бендіго, Австралія      | Тверде   | Аннабел Еллвуд  | 6–3, 2–6, 4–6      |
| Перемога  | 4.   | 29 жовтня 2001    | ITF Маккай, Австралія       | Тверде   | Сінді Вотсон    | 6–3, 6–2           |
| Поразка   | 5.   | 5 травня 2003     | ITF Сі-Айленд, США          | Тверде   | Марія Шарапова  | 4–6, 3–6           |
| Поразка   | 6.   | 13 травня 2003    | ITF Шарлотсвілл, США        | Ґрунт    | Крістіна Бранді | 6–4, 4–6, 2–6      |
| Поразка   | 7.   | 18 лютого 2007    | ITF Мельбурн, Австралія     | Ґрунт    | Кейсі Деллаква  | 3–6, 1–6           |
| Поразка   | 8.   | 17 червня 2007    | ITF Кампобассо, Італія      | Ґрунт    | Кіра Надь       | 2–6, 0–6           |
| Поразка   | 9.   | 12 листопада 2007 | ITF Сандерленд, Англія      | Тверде   | Ірина Бремон    | 1–6, 0–6           |
| Поразка   | 10.  | 23 березня 2008   | ITF Сорренто, Італія        | Тверде   | Мелані Саут     | 5–7, 7–6(8–6), 4–6 |
| Перемога  | 11.  | 21 квітня 2008    | ITF Неаполь, Італія         | Ґрунт    | Ліза Сабіно     | 6–4, 7–6(7–4)      |

### Парний розряд: 27 (10–17)
| Легенда          |
| ---------------- |
| турніри $100,000 |
| турніри $75,000  |
| турніри $50,000  |
| турніри $25,000  |
| турніри $10,000  |

| Фінали за покриттям |
| ------------------- |
| Тверде (4–9)        |
| Ґрунт (4–7)         |
| Трава (2–1)         |
| Килим (0–0)         |

| Результат | Ранг | Дата              | Турнір                        | Покриття | Партнерка            | Суперниці                            | Рахунок               |
| --------- | ---- | ----------------- | ----------------------------- | -------- | -------------------- | ------------------------------------ | --------------------- |
| Перемога  | 1.   | 2 квітня 2000     | ITF Корова, Австралія         | Трава    | Сінді Вотсон         | Наталі Грандін Ніколь Ренкен         | 6–3, 7–6(13–11)       |
| Поразка   | 2.   | 19 листопада 2001 | ITF Нуріоотпа, Австралія      | Тверде   | Кетрін Берклей       | Еві Домінікович Саманта Стосур       | 1–6, 7–6(7–5), 4–6    |
| Перемога  | 3.   | 6 квітня 2002     | ITF Джексон, США              | Ґрунт    | Ліза Макші           | Хісела Дулко Мілагрос Секера         | 6–2, 6–4              |
| Перемога  | 4.   | 10 вересня 2002   | Пічтрі-Сіті (Джорджія), США   | Тверде   | Дженніфер Расселл    | Еллі Бейкер Крістіна Бранді          | 6–2, 7–6(7–3)         |
| Поразка   | 5.   | 24 вересня 2002   | Альбукерке, США               | Тверде   | Тетяна Перебийніс    | Франческа Любіані Мілагрос Секера    | 6–1, 5–7, 5–7         |
| Поразка   | 6.   | 15 жовтня 2002    | Седона, США                   | Тверде   | Мілагрос Секера      | Дженніфер Расселл Машона Вашінгтон   | 6–7(3–7), 5–7         |
| Поразка   | 7.   | 15 квітня 2003    | Джексон (Міссісіпі), США      | Ґрунт    | Ліза Макші           | Терін Ешлі Абігейл Спірс             | 1–6, 3–6              |
| Перемога  | 8.   | 22 квітня 2003    | Дотан (Алабама), США          | Ґрунт    | Мілагрос Секера      | Джулія Дітті Варвара Лепченко        | 5–7, 6–1, 6–2         |
| Поразка   | 9.   | 5 травня 2003     | Сі-Айленд, США                | Ґрунт    | Ліза Макші           | Дженніфер Расселл Джессіка Ленгофф   | 3–6, 4–6              |
| Поразка   | 10.  | 18 травня 2003    | Шарлотсвілл, США              | Ґрунт    | Джулія Дітті         | Бетані Маттек-Сендс Лілія Остерло    | 5–7, 1–6              |
| Поразка   | 11.  | 22 липня 2003     | Лексінгтон (Кентуккі), США    | Тверде   | Бріанн Стюарт        | Джанет Лі Джессіка Ленгофф           | 3–6, 4–6              |
| Перемога  | 12.  | 24 листопада 2003 | Маунт-Гамбір, Австралія       | Тверде   | Джессіка Ленгофф     | Бріанн Стюарт Саманта Стосур         | 7–5, 6–2              |
| Перемога  | 13.  | 4 травня 2004     | Ролі (Північна Кароліна), США | Ґрунт    | Енслі Карґілл        | Марі-Ев Пеллетьє Анаушкка Ван Ексел  | 6–4, 6–4              |
| Поразка   | 14.  | 17 серпня 2004    | Бронкс, США                   | Тверде   | Джессіка Ленгофф     | Лі На Лю Наньнань                    | 7–5, 3–6, 3–6         |
| Поразка   | 15.  | 10 травня 2005    | Шарлотсвілл, США              | Ґрунт    | Саманта Рівз         | Ешлі Гарклроуд Ліндсей Лі-Вотерс     | 4–6, 5–7              |
| Перемога  | 16.  | 10 липня 2006     | Філікстоу, Велика Британія    | Трава    | Труді Мусгрейв       | Сара Борвелл Джейн О'Доног'ю         | 6–2, 6–4              |
| Перемога  | 17.  | 13 листопада 2006 | Маунт-Гамбір, Австралія       | Тверде   | Наталі Грандін       | Даніелла Джефлі Софі Фергюсон        | 6–4, 4–6, 6–4         |
| Поразка   | 18.  | 27 листопада 2006 | Нуріоотпа, Австралія          | Тверде   | Труді Мусгрейв       | Наталі Грандін Ракел Атаво           | 2–6, 6–7(3–7)         |
| Поразка   | 19.  | 16 березня 2007   | Перт                          | Тверде   | Труді Мусгрейв       | Кейсі Деллаква Емілі Г'юсон          | 4–6, 6–4, 2–6         |
| Перемога  | 20.  | 23 березня 2007   | Калгурлі, Австралія           | Тверде   | Емілі Г'юсон         | Вів'єн Сілфані-Тоні Лавінія Тананта  | 6–4, 6–3              |
| Поразка   | 21.  | 4 червня 2007     | Градо, Італія                 | Ґрунт    | Ана Веселинович      | Стефанія К'єппа Дар'я Кустова        | 5–7, 3–6              |
| Поразка   | 22.  | 11 червня 2007    | Кампобассо, Італія            | Ґрунт    | Сторі Твіді-Єйтс     | Марія Хосе Архері Летісія Собрал     | 5–7, 3–6              |
| Поразка   | 23.  | 5 листопада 2007  | Торонто, Канада               | Тверде   | Марія Фернанда Алвеш | Габріела Дабровскі Шерон Фічмен      | 3–6, 0–6              |
| Поразка   | 24.  | 7 лютого 2008     | Мілдьюра, Австралія           | Трава    | Монік Адамчак        | Марина Еракович Ніколь Кріз          | 4–6, 4–6              |
| Перемога  | 25.  | 7 квітня 2008     | ITF Біарриц, Франція          | Ґрунт    | Мартіна Мюллер       | Хорхеліна Краверо Бетіна Хосамі      | 7–6(7–5), 3–6, [10–8] |
| Поразка   | 26.  | 16 травня 2008    | ITF Казерта, Італія           | Ґрунт    | Софі Фергюсон        | Хань Сіньюнь Сюй Їфань               | 6–4, 4–6, [8–10]      |
| Поразка   | 27.  | 2 червня 2008     | ITF Градо, Італія             | Тверде   | Марінн Жіро          | Маріана Дуке-Маріньо Мелані Клаффнер | 1–6, 2–6              |